# ایندیتکس

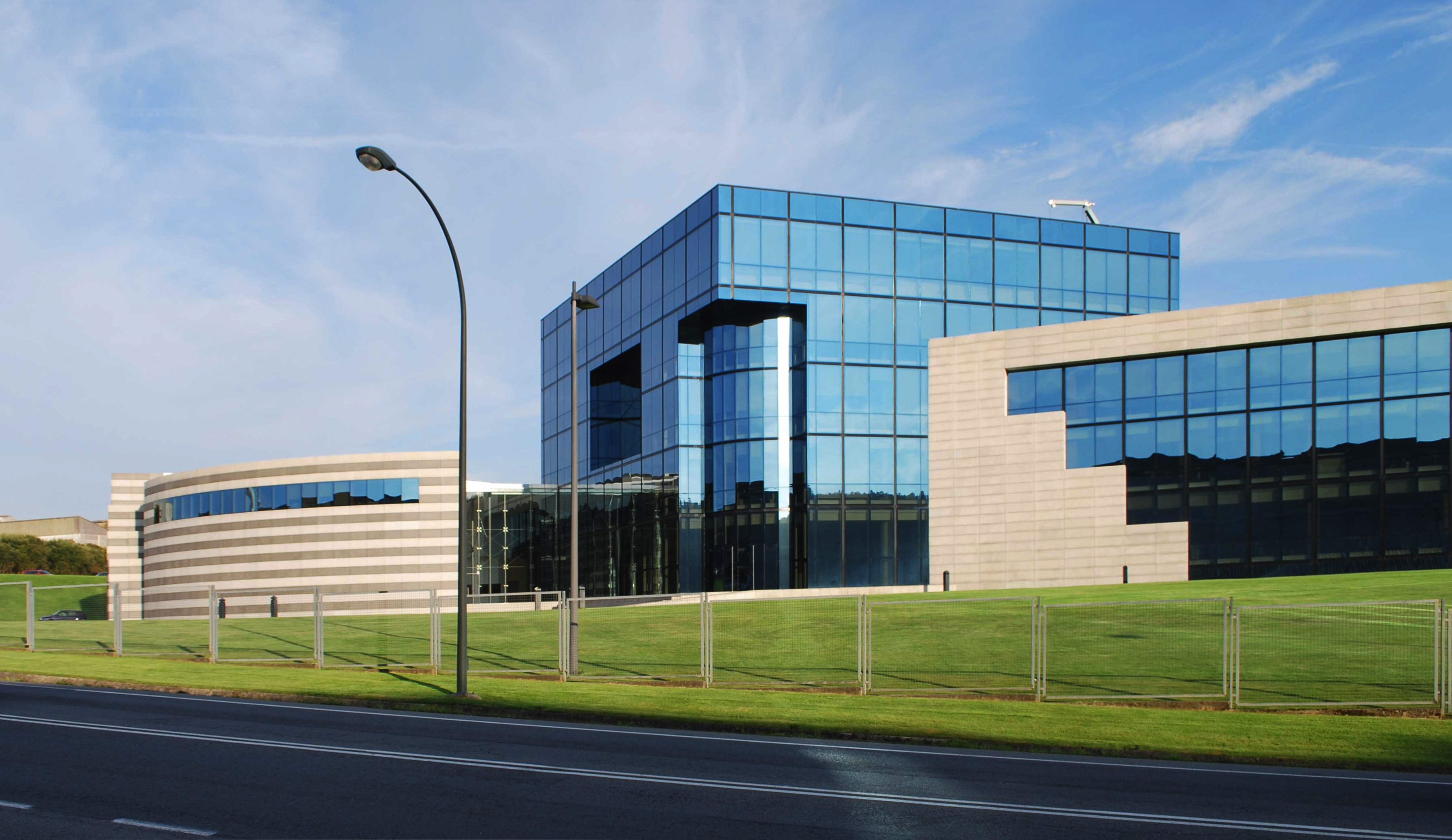
عکسی از نمای شرکت خرده فروشی ایندیتکس اسپانیایی

ایندیتکس (به اسپانیایی: inditex) ‎/ˌɪndɪˈtɛks/‎، اسپانیایی: [indiˈteks] شرکت خرده‌فروشی اسپانیایی است، که به عنوان بزرگترین شرکت در صنعت مد جهان شناخته می‌شود. این شرکت مؤسس بیش از صد شرکت نساجی است، که عمده فعالیت‌های آن‌ها در زمینه طراحی، تولید و توزیع پوشاک و کالاهای صنعت نساجی متمرکز می‌باشد.
آمانسیو اورتگا، ثروتمندترین فرد اسپانیا، مؤسس شرکت ایندیتکس است و همچنان به عنوان بزرگترین سهام‌دار این شرکت محسوب می‌شود. در حال حاضر مدیر عامل این شرکت، ایگناسیو فرناندز و رئیس هیئت مدیره ایندیتکس نیز پابلو اسلا می‌باشد.
شرکت ایندیتکس بیش از ۵۵۰۰ فروشگاه در سراسر جهان دارد و شناخته‌شده‌ترین برند متعلق به شرکت ایندیتکس، زارا است، که تمامی فروشگاه‌های با نام تجاری زارا، متعلق به این شرکت می‌باشد. ایندیتکس دارای برندهای دیگری مانند: ماسیمو دوتی، برشکا، پال اند بیر، استرادیواریوس، تمپه و نام‌های تجاری کمتر شناخته شده می‌باشد. اکثر فروشگاه‌هایی که با برندهای فوق فعالیت می‌کنند، متعلق به شرکت ایندیتکس می‌باشند.